# Велоспорт на літніх Олімпійських іграх 1932
У змаганнях з велоспорту на літніх Олімпійських іграх 1932 у Лос-Анджелесі розіграно 6 комплектів нагород (лише серед чоловіків) у двох видах: шосейний велоспорт і велоспорт на треку. Порівняно з попередніми Іграми програма не змінилася.

## Медальний залік

### Шосейні гонки
| Дисципліни                    | Золото                                                      | Срібло                                              | Бронза                                             |
| ----------------------------- | ----------------------------------------------------------- | --------------------------------------------------- | -------------------------------------------------- |
| Роздільна індивідуальна гонка | Аттіліо Павезі · Італія                                     | Гульєльмо Сегато · Італія                           | Бернгард Брітц · Швеція                            |
| Роздільна командна гонка      | Італія (ITA) Джузеппе Ольмо Аттіліо Павезі Гульєльмо Сегато | Данія (DEN) Генрі Гансен Лео Нільсен Фроде Серенсен | Швеція (SWE) Арне Берґ Бернгард Брітц Свен Геґлунд |

### Велоперегони на треку
| Дисципліни                    | Золото                                                                  | Срібло                                                         | Бронза                                                                          |
| ----------------------------- | ----------------------------------------------------------------------- | -------------------------------------------------------------- | ------------------------------------------------------------------------------- |
| Командна гонка переслідування | Італія (ITA) Паоло Педретті Ніно Борсарі Марко Чиматті Альберто Гіларді | Франція (FRA) Анрі Муєфарін Поль Шоке Амеде Фурньє Рене Легрев | Велика Британія (GBR) Френк Саутолл Вільям Гарвелл Чарлз Голланд Ернест Джонсон |
| Спринт                        | Якобюс ван Еґмонд · Нідерланди                                          | Луї Шейо · Франція                                             | Бруно Пелліццарі · Італія                                                       |
| Тандем                        | Луї Шейо і Моріс Перрен (FRA)                                           | Ернест Чамберс і Стенлі Чамберс (GBR)                          | Гаральд Крістенсен і Віллі Ґервін (DEN)                                         |
| Гіт на 1000 м                 | Данк Ґрей · Австралія                                                   | Якобюс ван Еґмонд · Нідерланди                                 | Шарль Рампельберґ · Франція                                                     |

## Країни, що взяли участь
Змагалися 66 велогонщиків з 13-ти країн.
| - Австралія (1) - Канада (7) - Данія (6) - Франція (8) - Велика Британія (7) - Німеччина (4) - Угорщина (1) |  | - Італія (10) - Мексика (3) - Нідерланди (2) - Нова Зеландія (1) - Швеція (4) - США (12) |

## Таблиця медалей
| Місце               | Країна                | Золото | Срібло | Бронза | Загалом |
| ------------------- | --------------------- | ------ | ------ | ------ | ------- |
| 1                   | Італія (ITA)          | 3      | 1      | 1      | 5       |
| 2                   | Франція (FRA)         | 1      | 2      | 1      | 4       |
| 3                   | Нідерланди (NED)      | 1      | 1      | 0      | 2       |
| 4                   | Австралія (AUS)       | 1      | 0      | 0      | 1       |
| 5                   | Велика Британія (GBR) | 0      | 1      | 1      | 2       |
| 5                   | Данія (DEN)           | 0      | 1      | 1      | 2       |
| 7                   | Швеція (SWE)          | 0      | 0      | 2      | 2       |
| Загалом (7 збірних) | Загалом (7 збірних)   | 6      | 6      | 6      | 18      |